# Quittner Pál
Quittner Pál (Brassó, 1936. október 16. – 2022. december 25.) magyar fizikus, informatikus. A Nemzetközi Atomenergia-ügynökség és az ENSZ Fejlesztési Programjának szakértője, a Budapesti Corvinus Egyetem egyetemi tanára, professor emeritusa, az adatbázisok szervezésének és oktatásának szakértője.

## Életútja
Gimnazistaként a Kürschák József Matematikai Versenyen 1955-ben második volt, a Középiskolai Matematikai Lapok éves versenyében 1952 és 1955 között minden évben az első öt között szerepelt, az Országos Tanulmányi Versenyen 1954-ben matematikából és fizikából is első dicséretet kapott. Egyetemi tanulmányait az ELTE TTK fizikusi szakán végezte. Itt szerzett kitüntetéses diplomát 1960-ban.
1960-tól 1969-ig a Központi Fizikai Kutató Intézetben dolgozott. Először neutronspektroszkópiával, majd neutronaktivációs analízissel foglalkozott. 1964-ben doktorált, 1968-ban a fizikai tudományok kandidátusa lett nagy tisztaságú ipari alapanyagok nyomszennyezőinek meghatározásáról szóló disszertációja alapján. Ebből a témából az Egyesült Izzó által két, iparilag folyamatosan alkalmazott szabadalma is született. 1968-69-ben Ford-ösztöndíjjal tanult és dolgozott az Egyesült Államokban, a Columbia és a Texas A&M Egyetemen, valamint a National Bureau of Standardsben.
A ’70-es évektől érdeklődése az informatika felé fordult. Ezt hosszú ideig azért még összekapcsolta a fizikával. 1976 és 83 között a Nemzetközi Atomenergia-ügynökség (IAEA) szakértőjeként több részletben összesen két évet dolgozott Zairében, Sri Lankán, Mongóliában, Kubában és a bécsi központban nukleáris laboratóriumok számítógépesítésén. 1980–81-ben az ENSZ Fejlesztési Programjának (UNDP) keretében vezette  a Mongol Nemzeti Számítóközpontot létrehozó projektet, amelynek sikeres végrehajtásáért Nemzeti Díjat kapott. A projektmenedzserség mellett ügyvivőként vezette az ENSZ mongóliai képviseletét is. Vendégprofesszorként tanított a hamburgi, az újvidéki és a komáromi egyetemen, éveken keresztül oktatott a BME-n és az ELTE-n, valamint az IBM számára is.
Nemzetközi tevékenysége mellett itthon a SZÁMOK igazgatóhelyettese, majd a magyar egyetemek közös számítóközpontjának főosztályvezetője volt. Úttörő szerepe volt a magyar szoftverexport beindításában. Több tucat beosztott munkatársa dolgozott rendszeresen Nyugat-Európában.
Emellett több szak- és ismeretterjesztő könyvet írt, melyek magyarul, angolul, oroszul és szerbül is megjelentek. Szakmai könyvei közül a legismertebbek az USA-ban, Nagy-Britanniában és az Akadémiai Kiadónál is kiadott, valamint az International Atomic Energy Agency által is megjelentetett Computer Evaluation of Gamma Ray Spectra, amely a szakma alapvető műve volt a '70-es években; a Kiss Dezsővel közösen készített Neutronfizika c. összefoglaló mű, valamint a Számítástechnika rendszerszervezőknek, mely több nyelven több kiadást ért meg, és közgazdák ezrei tanultak belőle. Ismeretterjesztő könyvei közül a legnépszerűbb és legsikeresebb a két kiadást megért, harmincezer példányban elfogyott Apu, miért?  volt, ami – abban az időben még rendhagyó – humoros, szórakoztató módon ismertette meg az elsősorban tizenéves olvasókat a fizika különböző jelenségeivel.
A tudománytól és az oktatástól egy kis kitérővel ’85–89-ben megszervezte a Magyar Televízió informatikai részlegét, amiért Televíziós Nívódíjat kapott. 1990-től visszatért az oktatáshoz. A Budapesti Corvinus Egyetemen egyetemi tanárként az információs rendszerek és az adatbázisok oktatásáért volt felelős, és tevékenyen részt vett az informatikai oktatás modernizálásában. Eközben a gyakorlati munkától sem szakadt el. Adatbázisszakértőként nyolc éven át rendszeresen dolgozott elsősorban nagy német vállalatok és bankok információs rendszerének továbbfejlesztésében.
2005-től a Budapesti Corvinus Egyetem professor emeritusa. 2011-től véglegesen nyugdíjba vonult.

## Társasági tagságai és elismerései
- 1974–78: a Magyar Tudományos Akadémia Számítástudományi Albizottságának tagja
- 1981: Mongol Nemzeti Díj
- 1988: Televíziós Nívódíj
- 2001–2006: az IBM Academici Initiative Steering Committe tagja
- 2016: Magyarország szenior bridzsbajnoka (Bárány Györggyel)

## Főbb művei
- Neutronfizika (Kiss Dezsővel), Akadémiai Kiadó, 1971
- Computer Evaluation of Gamma Ray Spectra  Akadémiai Kiadó, Hillger, Englewood Cliffs, 1971, 1972, 1974
- Út az atomfizikához; Gondolat, 1965
- Apu, miért? Gondolat, 1966, 1976
- Practical Approach to Database Systems Akadémiai Kiadó, 1994
- Adatbázis kezelés a gyakorlatban Akadémiai Kiadó, 1993
- Számítástechnika rendszerszervezőknek (Kotsis Domokossal) Akadémiai Kiadó, 1981, 1989 (szerb-horvátul 1977)
- Problems, Programms, Processing, Results  Akadémiai Kiadó, Hillger, 1977, MIR 1981 (oroszul)
- Adatbázisok, adatbázis-kezelő rendszerek (Baksa-Haskó Gabriellával) Debreceni Egyetem AVK 2006
- Adatbázisok Corvinus Egyetem, Üzleti Főiskola, jegyzet, 2006
- Computer Evaluation of NaI(Tl) and Ge(Li) Gamma Ray Spectra International Atomi Energy Agency, 1970
- Bit-les SZÁMOK (Csépai Jánossal) 1987
- Ötnyelvű fizikai szótár magyar kötete (főszerkesztő),  Akadémiai Kiadó, 1975
- DB2, SQL/DS, DB400, DB2/6000 oktatási jegyzetek, IBM Magyarországi Kft.
- CMS. Az IBM 3090 nagyszámítógép használata Aula, 1994 (Csépai Jánossal)
- Relációs adatbázisok SQL Aula, 1993 (Czenky Mártával)
- Radioaktív izotópok gyakorlati alkalmazása (Kroó Norberttel) Gondolat, 1969
- A számítástechnika legújabb eredményei sorozat (főszerkesztő, 5 kötet), Statisztikai Kiadó Vállalat, 1974–1978